# Мулю, Пьер
Пьер Мулю́ (фр. Pierre Moulu; около 1484 — около 1550) — французский композитор эпохи Возрождения.

## Краткий очерк жизни и творчества
Биографические данные скудны. Работал в кафедральном соборе г. Мо и при дворе французского короля.
Сохранились четыре четырёхголосные мессы (самая известная — на материале антифона «Alma redemptoris mater»), более двадцати мотетов, девять шансон. В истории музыки известен, главным образом, как автор мотета (на латинский текст) «Mater floreat». Поводом для написания мотета стала, вероятно, коронация 10 мая 1517 года супруги короля Франциска I Клод Французской и последовавший за коронацией её торжественный въезд (12 мая) в Париж. В мотете Мулю прославляет известных музыкантов недавнего прошлого (в первой части) и современных ему (во второй части). В список знаменитых имён Мулю входят: Гийом Дюфаи, Жоскен Депре, Пьер де ла Рю, Антуан де Брюйер, Антуан де Февен, Иоанн Приорис, Жан Мутон, Александр Агрикола, Хенрик Изак, Хайне ван Гизегем, Якоб Обрехт, Луазе Компер, Элуа д'Амерваль (Eloy d’Amerval) и другие. Характерно, что в большинстве своём композиторы не отсортированы по значимости — за исключением Дюфаи, который стоит первым, и «несравненного» Жоскена, который упомянут последним в списке «недавнего прошлого», и, по словам Мулю, «достоин главного приза».
Хотя Ронсар в предисловии к нотному сборнику «Livre des meslanges» (1560; 2-я редакция 1572) включил Мулю в список учеников Жоскена, в действительности стиль Мулю значительно ближе Мутону. О посмертной славе Мулю свидетельствует Франсуа Рабле, включивший его в свой первый список «знаменитых» композиторов (1552). Мотет «In illo tempore» стал тематической основой для одноимённой мессы-пародии Дж. П. да Палестрины. Трёхголосный канон Мулю упомянул Л. Дзаккони в своём трактате «Музыкальная практика» (1592).